# Bracon sumatranus
Bracon sumatranus är en stekelart som beskrevs av Cameron 1910. Bracon sumatranus ingår i släktet Bracon och familjen bracksteklar. Inga underarter finns listade.